# Sebastian Müller (Fußballspieler)
Sebastian Müller (* 23. Januar 2001 in Schwalmstadt) ist ein deutscher Fußballspieler, der aktuell beim 1. FC Schweinfurt 05 unter Vertrag steht.

## Karriere

### Verein
Der Mittelstürmer Sebastian Müller begann seine Karriere im Alter von acht Jahren beim nordhessischen Verein 1. FC Schwalmstadt und wechselte im Sommer 2012 zum SV Alsfeld. In der Winterpause der Saison 2012/13 folgte dann der Wechsel zum Gießener Verein TSG Wieseck. Von dort wechselte Müller im Jahre 2016 in die Jugendabteilung des 1. FC Köln. Für die Kölner erzielte Müller in der B-Junioren-Bundesliga elf Tore in 19 Spielen und in der A-Junioren-Bundesliga 26 Tore in 44 Spielen.
Im Januar 2020 wechselte Müller zum Zweitligisten Arminia Bielefeld, für den er zunächst in der A-Junioren-Bundesliga zum Einsatz kam. Sein Profidebüt gab Sebastian Müller am 12. Dezember 2020 bei der 0:2-Niederlage beim SC Freiburg, als er für Anderson Lucoqui eingewechselt wurde. Im Wintertransferfenster 2020/21 wurde er an den Zweitligisten VfL Osnabrück ausgeliehen, bei dem er einen bis Sommer 2022 geltenden Vertrag erhielt. Nachdem der VfL Osnabrück am Saisonende in die 3. Liga abgestiegen war, kehrte Müller vorzeitig zu seinem Stammverein Arminia Bielefeld zurück. Im Sommer 2021 wurde er für eine Saison an Eintracht Braunschweig verliehen. Zur nächsten Saison wechselte er leihweise zum Halleschen FC.
Im Sommer 2023 wechselte er zu zweiten Mannschaft der SpVgg Greuther Fürth. Nach einer Saison in Fürth wechselte Müller innerhalb der Regionalliga Bayern zum 1. FC Schweinfurt 05.

### Nationalmannschaft
Sebastian Müller absolvierte sechs Einsätze in der deutschen U-19- und zwei Einsätze in der U-20-Nationalmannschaft.

## Erfolge
- Meister der Regionalliga Bayern 2025 und Aufstieg in die 3. Liga (mit dem 1. FC Schweinfurt 05)